# Marian Aliuță
Marian Aliuță (ur. 4 lutego 1978 w Bukareszcie) – rumuński piłkarz, grający na pozycji pomocnika, reprezentant Rumunii.

## Kariera piłkarska

### Kariera klubowa
Wychowanek klubu Steaua Bukareszt. Na początku kariery piłkarskiej występował w klubach Chindia Târgoviște, Gloria Bystrzyca i Farul Konstanca. W 1998 po raz pierwszy wyjechał za granicę, gdzie bronił barw Sheriffa Tyraspol i Szachtara Donieck. W 2002 roku z powodów rodzinnych powrócił do Steaua Bukareszt, skąd trafił do Rapidu Bukareszt. W 2005 po raz drugi wyjechał za granicę, gdzie występował w klubach Jeonnam Dragons, Metałurh Donieck, Changchun Yatai oraz Iraklis Saloniki. W 2007 powrócił do Rumunii. Po sezonie w FC Timișoara, w 2008 przeszedł do FC Vaslui. W 2009 roku został piłkarzem Neftçi PFK. Latem 2010 powrócił do Rumunii, gdzie podpisał kontrakt z klubem Victoria Brănești.

### Kariera reprezentacyjna
W 2001 zadebiutował w narodowej reprezentacji Rumunii. Łącznie rozegrał 5 meczów.

## Sukcesy i odznaczenia

### Sukcesy klubowe
- zdobywca Pucharu Mołdawii: 1998/99
- mistrz Ukrainy: 2001/2002
- zdobywca Pucharu Ukrainy: 2000/2001, 2001/2002
- zdobywca Pucharu Intertoto: 2007/2008